# 백승홍
백승홍(白承弘, 1943년 11월 21일~2019년 4월 25일)은 대한민국의 정치인이다. 제15·16대 국회의원을 지냈다. 호(號)는 춘강(春崗)이다.

## 학력
- 예천초등학교 졸업
- 예천중학교 졸업
- 경북고등학교 졸업
- 한국방송통신대학교 경제학과 학사
- 영남대학교 경영대학원 경영학 석사 수료

## 경력
- 2·28 대구 학생의거 주도
- 대구경제활성화 시민운동본부 본부장
- 위천 국가산업단지지정 추진위원회 위원장
- 국회 건교위 간사, 건교위 청원심사소위원회 위원장
- 국회 산업자원위원회 위원
- 국회 예산결산특별위원회 위원
- 국회 예산결산계수조정소위원회 위원
- 국회 운영위원회 위원
- 한일의원연맹 위원, 한ㆍ미의원 외교협회 위원
- 한나라당 건설교통위원장
- 한나라당 실업대책 특별위원회 위원
- 한나라당 지하철 대책위원회 위원장
- 1996. 5.~2000. 5. 제15대 국회의원
- 2000. 5.~2004. 5. 제16대 국회의원
- 2010. 9. 친박연합 비상대책위원회 위원장
- 대구발전연구회 이사장

## 역대 선거 결과
|  | 7.12% |

|  | 22.86% |

|  | 42.5% |

|  | 17.13% |

|  | 40.50% |

|  | 58.37% |

|  | 9.01% |

|  | 3.88% |

## 가족 관계
- 배우자: 석의숙
  - 딸: 백선아
    - 사위: 김문수